# Чирово
Чи́рово (каз. Чирово) — село у складі Байтерецького району Західноказахстанської області Казахстану. Адміністративний центр Чировського сільського округу.
Населення — 324 особи (2021; 390 у 2009, 465 у 1999, 555 у 1989).